# シドニー・レスリー・グッドウィン
シドニー・レスリー・グッドウィン（Sidney Leslie Goodwin、1910年9月10日 - 1912年4月15日）は、イギリス生まれのタイタニック号乗客である。彼は生後19ヶ月のときに、両親や兄姉たちとともにタイタニック号に乗船して、事故に遭い彼を含む一家全員が死亡した。シドニーは長い間「身元不明児」（The unknown child）と呼ばれていたが、その身元が判明したのは、事故から1世紀近く経過した2007年になってからであった。

## 生涯

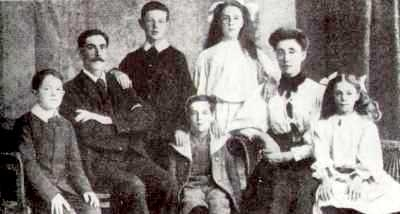
グッドウィン一家、1910年頃

シドニー・レスリー・グッドウィンは、1910年にイングランドのウィルトシャー州メルクシャム（en:Melksham）で誕生した。父フレデリック（Frederick Joseph Goodwin、タイタニック号の事故当時40歳）とオーガスタ（Augusta、事故当時43歳）の間には既に5人の子供があり、シドニーは末の子であった。
フレデリックの実兄トーマスは、既にイングランドを出てアメリカ合衆国のナイアガラフォールズに定住していた。トーマスは弟に手紙を書き、同地への発電所開設のためアメリカで働くように勧めた。フレデリックとオーガスタは6人の子供を引き連れて、アメリカへの移住の準備にかかった。一家はサザンプトン発の小さな汽船の3等客席を予約したが、折悪しく石炭争議が起こってしまい、予約は取り消しとなった。そこで一家は、サザンプトンでタイタニック号の3等船室に乗船した。
航海中の家族の動向については、殆ど知られていない。但し、一家は船内で性別によって隔てられ、2つの場所に分かれて乗船していた。父フレデリックと兄たちは船首部分に乗船し、母オーガスタと姉2人、そして幼いシドニーは船尾部分に乗船した。なお、兄のうちハロルドは、同じく3等に乗船していたフランク・ゴールドスミス（en:Frank John William Goldsmith）と親しくなり、一緒に過ごすことが多かったという。
歴史家のウォルター・ロードは、著書『The Night Lives On』（1986年）でグッドウィン一家について1章を割いている。（"What Happened to the Goodwins?"） ロードは、グッドウィン一家はイングランドの出身だったという事実を挙げて、ホワイト・スター・ラインが示唆する、3等乗客の多くが英語での指示を理解できなかったために犠牲になってしまったということに対して疑問を呈している。

## 身元不明児

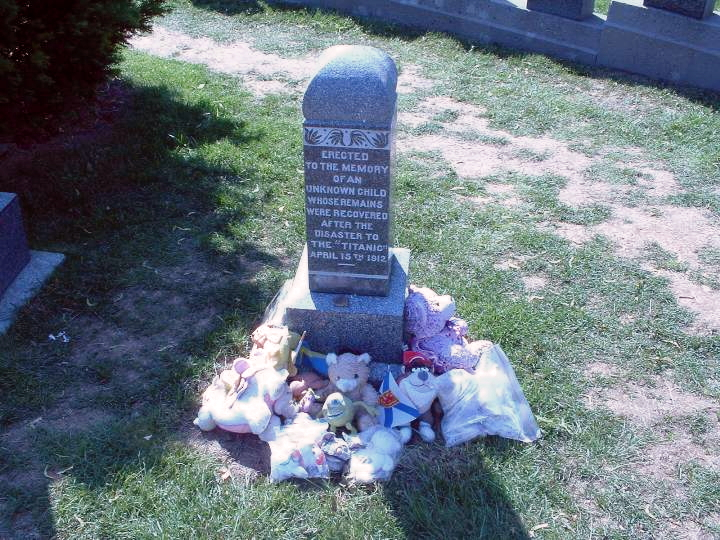
フェアヴュー墓地にあるシドニー・レスリー・グッドウィンの墓、現在でもぬいぐるみや子供のおもちゃなどが多く供えられている。

金髪の男児の遺体は、1912年4月17日にマッケイ＝ベネット号（en:CS Mackay-Bennett）によって、捜索開始から4番目に海中より引き上げられた。当時の記録には、以下のように記されている。
NO.4 男性 推定年齢2歳 頭髪 金髪 服装 灰色の上着に毛皮の襟とカフス、茶色のサージ製フロック、ペチコート、フランネルの服、ピンクのウール製肌着、茶色の靴と靴下 これ以上の特記事項なし。恐らく3等乗客。
マッケイ＝ベネット号の船員たちは、身元不明の男児の遺体を目の当たりにして大いに狼狽した。彼らはお金を出しあってモニュメントを造り、男児は1912年5月4日に、ノヴァスコシアのハリファックスにあるフェアヴュー墓地（en:Fairview Cemetery, Halifax, Nova Scotia）に埋葬された。男児の小さな棺には、船員たちによって『我らの赤ちゃん』（Our Babe）と刻まれた銅製のペンダントが乗せられた。
2002年以前には、（この2002年という年は、別人と取り違えられた身元鑑定結果が出ていた時期である）シドニーは単に「身元不明児」と呼ばれていた。遺体は2歳前後の男児と判定されていて、スウェーデン出身で事故当時2歳のヨースタ・レナード・ポールション（Gösta Leonard Pålsson）か、アイルランド出身で同じく事故当時2歳のユージン・ライス（Eugene Francis Rice）のどちらかであろうと推定されていた。（2人とも金髪の幼児だったためである）

## 鑑定と再鑑定
アメリカの放送局PBSは、テレビの連続番組『死者の秘密』（en:Secrets of the Dead） において、初めはフィンランド人で事故当時13ヶ月の男児、エイノ・パヌラであると、3本の歯と風化した骨片から抽出したDNAに基づいて鑑定した。しかし、カナダのレイクヘッド大学（en:Lakehead University）の研究者たちが、ミトコンドリアDNAの分子配列での鑑定法を発見し、「身元不明児」とパヌラ一族のDNA分子配列が一致しないことが判明した。DNAは発掘した遺体から抽出され、当時生存していたシドニーの母方の縁者の協力で再鑑定された。そして、「身元不明児」はシドニー・レスリー・グッドウィンであると、2007年7月30日に結果が報道された。
シドニーは、タイタニック号の事故で死亡した多くの子供たちの象徴的存在となった。なお、2002年には彼が履いていた靴1足が、事故当時にタイタニック号の犠牲者の遺体や着衣の警備に当たっていたハリファックスの警察官の子孫により当地の大西洋海運博物館（en:Maritime Museum of the Atlantic）に寄贈されている。